# Министр по делам женщин и равных возможностей (Великобритания)
Министр по делам женщин и равных возможностей (англ. Minister for Women and Equalities) — руководитель Правительственного офиса по вопросам равноправия (Government Equalities Office). Отвечает за устранение в обществе всех форм дискриминации, уделяя особое внимание вопросам гендерного равноправия. Следует иметь в виду, что в современной британской системе государственного устройства министерства в большинстве случаев носят наименование департаментов, а должность министра, как правило, называется «государственный секретарь» (Secretary of State), но никогда — minister. Поскольку должность министра по делам женщин и равных возможностей не даёт права участвовать в заседаниях британского кабинета, его офис передаётся в ведение кого-либо из действующих членов правительства в качестве дополнительной сферы ответственности.

## История
Должность учреждена в первом кабинете Тони Блэра в 1997 году под названием «Министр по делам женщин» (Minister for Women). Первым министром по делам женщин стала Гарриет Гарман, в чьё ведение были переданы подразделение по вопросам равноправия (equality unit) в аппарате правительства (Cabinet Office) и правительственный подкомитет по делам женщин.
Своё внимание лейбористы того времени сосредоточили на проблеме женской занятости и проблеме гендерного неравенства на рынке труда, которая наиболее проявляется в разрыве в заработной плате между мужским и женским населением (на 1997 год почасовые заработки женщин составляли 80,2 % почасовых заработков мужчин, а в 2004 году они поднялись до 82 %).
В 2001 году учреждено единое Подразделение по делам женщин и равноправия (Women and Equality Unit). В октябре 2007 года, когда оно находилось в структуре Департамента общин и местного самоуправления (Department for Communities and Local Government), на основе подразделения создан самостоятельный Правительственный офис по вопросам равноправия (Government Equalities Office). Его вновь возглавила Гарриет Гарман, но уже в должности министра по делам женщин и равноправия.
9 апреля 2014 года ушла в отставку министр культуры в первом кабинете Кэмерона Мария Миллер, её кресло перешло к Саджиду Джавиду, но дополнительные обязанности Миллер как министра по делам женщин и равноправия оказались разделены: Джавид получил только полномочия министра равноправия, в то время как занявшая его предыдущую должность финансового секретаря Казначейства Ники Морган стала одновременно министром по делам женщин. 14 июля 2014 года должность вновь была объединена: Ники Морган стала министром по делам женщин и равноправия.

## Список
- Гарриет Гарман (Harriet Harman) — 3 мая 1997 года
- Маргарет Джей — 27 июля 1998 года
- Патрисия Хьюитт — 8 июня 2001 года
- Тесса Джоуелл[англ.] — 5 мая 2005 года
- Рут Келли — 5 мая 2006 года
- Гарриет Гарман — 28 июня 2007
- Тереза Мэй (Theresa May) — 12 мая 2010 года
- Мария Миллер — 4 сентября 2012 года
- Саджид Джавид (Sajid Javid) — 9 апреля 2014 (министр равноправия)
- Никки Морган (Nicky Morgan) — 9 апреля 2014 (министр по делам женщин), с 15 июля 2014 — министр по делам женщин и равноправию
- Джастин Грининг — 14 июля 2016 года
- Эмбер Радд — с 9 января по 30 апреля 2018
- Пенни Мордонт — с 30 апреля 2018 по 24 июля 2019
- Эмбер Радд — с 24 июля 2019 по 7 сентября 2019
- Лиз Трасс — с 10 сентября 2019 по 6 сентября 2022
- Надхим Захави (министр равноправия) — с 6 сентября 2022 по 25 октября 2022
- Кеми Баденок — с 25 октября 2022 по 5 июля 2024
- Бриджет Филлипсон — с 8 июля 2024